# Welwitschiella
Welwitschiella é um género botânico pertencente à família Asteraceae.